# Al-Qadsiah Football Club
O Al-Qadsiah Football Club (em árabe: نادي القادسية; em homenagem a Quds, nome árabe de Jerusalém) é um time de futebol da Arábia Saudita que disputa a Saudi Pro League. Eles estão sediados em Cobar e mandam seus jogos no Estádio Príncipe Saud bin Jalawi.

## História
O clube foi fundado em 1967. O estabelecimento do Al-Qadisiyah Club é o resultado da fusão dos clubes Al-Shula e Al-Wahda. O nome do Al-Qadisiyah Club foi uma homenagem a batalha de Al-Qadisiyah que ocorreu em 635 ou 636 entre os exércitos do Califado Ortodoxo e do Império Sassânida, no contexto da conquista islâmica da Pérsia.
Em 5 junho 2023, o Ministério do Esporte anunciou oficialmente a transferência de propriedade do Al-Qadisiyah Club para a Aramco.

## Administração
O atual governo que administra o clube é o presidente do clube, Madi Al-Hajri, e o vice-presidente, Abdullah Badgaish.

### Presidentes de clubes
- Abdullah Hassan Hosni foi o primeiro presidente
- Saif Al, Husseini
- Fahad Jarallah Aljuwairah
- Sheikh Fahd Al-Hazza
- Abdul Aziz Al-Zeer
- Ahmad al-Zamil
- Ali Badghish
- Abd El , Aziz Al , Houti
- Jassim Al , Yaqout
- Abdullah Al-Hazaa
- Maadi Al-Hajri
- Musaed Alzamil
- Ahmed Ghodran (abril de 2021- até o momento)

Fonte: Marefa. Atualizado em 24 de maio de 2024.

## Elenco atual
Última atualização: 17 de abril de 2025.

## Conquistas

### Doméstico
- Taça do Príncipe Herdeiro:
  - Vencedores (1):
    - 1991–92 [3]

Vice-campeão (1): 2004–05
- Copa da Federação Saudita:
  - Vencedores (1):
    - 1993–94 [3]

Vice-campeão (2): 1989–90, 1992–93
- Terceira Divisão Liga Príncipe Mohammad bin Salman (Promoção):
  - Vencedores (3):
    - 2001-02, 2007-08, 2014-15

Vice-campeão (1): 1999–00
> 5 troféus no total ☆

### Asiático
- Taça dos Vencedores da Taça Asiática:

Vencedores (1): 1993–94

## Competições Asiáticas
| Temporada | Concorrência                         | Volta            | Clube       | Casa | Longe |
| --------- | ------------------------------------ | ---------------- | ----------- | ---- | ----- |
| 1993–94   | Taça dos Vencedores da Taça Asiática | 1ª rodada        | Al Wahda    | 4–1  | 0-1   |
|           |                                      | Quartas de final | New Radiant | w.o  |       |
|           |                                      | Semifinal        | Al-Arabi    | 1–0  | 1–1   |
|           |                                      | Final            | South China | 2–0  | 4–2   |